# Чованок
Чованоци су „изумрли” алгонквински народ, који је у време првог сусрета са Енглезима, између 1585. и 1586, насељавао приобално подручје америчког Горњег Југа. У ово доба, били су највећи и најмоћнији народ на територији данашње америчке државе Северне Каролине, где су на њеном североистоку насељавали област, у чијем средишту се налазила река Чован. Постоје археолошки докази о присуству Чованока на територији њиховог главног града од 825. н.е. Такође, постоје докази да су друге домородачке културе на том простору биле присутне од 4500. п. н. е.
Енглески колонисти су 1677. након рата са њима, створили резерват за Чованоке у близини потока Бенетс Крик, који је притока реке Нансемонд. Чованоци су због појаве епидемија заразних болести, укључујући епидемију малих богиња 1696. имали високу стопу смртности. Они су се временом путем мешовитих бракова стопили са околним америчким становништвом, а њихови потомци су изгубили последњи део своје комуналне (заједничке) земље 1821. Потомци Чованока и даље живе у држави, посебно у окрузима Гејтс и Чован. Неке породице су задржале свој чованочки идентитет, мада их савезна влада не признаје као нацију, док су остале постепено прихватиле идентитете других етничких група.

## Историја
Алгонквински народи који су се развили у области која данас припада Северној Каролини, вероватно су досељени из северних приобалних подручја, одакле су донели своју културу која је нешто измењена под утицајем локалних услова живота. Каролиншки Алгонквини, подељени на бројне народе, насељавали су у североисточној Северној Каролини област површине 16.000 km², која се простирала од реке Нјусе до залива Чесапик. Поред Чованока, међу Каролиншке Алгонквине спадају и Вепемеоци (укљ. Потеските и Јеопиме), Моратоци, Секотани (укљ. Роаноке и Кроатане), Помоици (или Памлико), Нјусиоци, и могуће Чесапици.

### 16. век
Према енглеском истраживачу са краја 16. века Ралфу Лејну, Чованоци су имали 19 села, а престоница им је био град Чованок. Данашњи град Харелсвил у округу Хартфорд развио се у његовој близини. Чованоци су били најбројнији и најмоћнији алгонквински народ у Северној Каролини. Лејн је описао Чованок као велики град који даје 700-800 ратника, што је значило да је престоница вероватно имала више од 2.100 становника. Према каснијој процени, наведеној у извештају Томаса Хариота, сва чованочка села су могла да окупе 800 ратника. Лејнов извештај је био прилично тачан у погледу његовог описа града, његовог положаја и изгледа објеката, што је потврђено каснијим археолошким ископавањима. Процене становништва су можда тачно биле између његове (што је за цео народ могло бити 4.000 и Хариотове, око 2.100).
Археолошка ископавања спроведена 1980-их на локалитету Чованок, потврдила су Лејнов извештај о његовој локацији и детаљима његовог описа. Град је био насељен људима скоро 1.000 година, а радиокарбонским датирањем је утврђено да најстарији налази који се везују за чованочку културу потичу из 825. година нове ере. Град је био дугачак око 1,5 km, укључујући велика пољопривредна поља на којима су узгајани култивисани усеви. У њему је живело од неколико стотина људи до чак 2.100. Близу северног краја археолошког подручја Б, откривене су зграде које су припадале владару и племству, јавне зграде, храмови и гробови. Могуће је да је ово био низ од 30 дугих кућа које је описао Хариот. Пронађени су докази о другим зградама у подручјима на ивици полуострва, која су еродирала због дејства реке.
На осталим деловима локалитета пронађена су старије настамбе: насеље из Мороу Маунт'н фазе средње архајског доба (око 4500−3500. п. н. е.); и насеља из фаза Дип Крик (1000−300. п. н. е.) и Маунт Плез'нт (300. п. н. е.−800. н.е.) вудлендског доба. Било је уобичајено да насеља америчких староседелаца, после одређеног времена буду напуштена, да би касније друге групе насељавале то исто подручје.
Заразне болести које су донели европски истраживачи и колонисти, као што су велике и мале богиње, а на које амерички домороци нису имали природни имунитет, довеле су до појаве великих епидемија у којима је умрла већина Чованока. Слично се десило и другим алгонквинским народима на обали Каролине. Новонастале околности искористио је суседни ирокешки народ Таскарора, који је насељавао подручје у унутрашњости, населио се на земљу Чованока дуж реке и протерао малобројне преживеле са већег дела њихове земље.

### 17. век
Истраживачи из енглеске колоније Вирџиније, који су 1607. године по наређењу капетана Џона Смита из Џејмстауна, истраживали обале реке Чован и околне области, открили су да је становништво народа Чованок сведено на само једно насеље на обали потока Бенет Крик (или Бенетс Крик), у данашњем округу Гејтс.
Неколико деценија касније, 1644. и 1675–1677, становништво Чованока се довољно опоравило да су Чованоци били у стању да воде два рата против енглеских насељеника. Оба пута су поражени. Након краја другог рата 1677. колонија Вирџинија је прогласила насеље Чованок на Бенет Крику за први индијански резерват на територији данашњих Сједињених Америчких Држава. Резерват је обухватао површину од 47 km².

### 18. век
Чованоци су током 18. века, продајом или на друге начине, постепено изгубили своју земљу. Последњи део своје земље, 0,12 km², изгубили су 1821. У документима о преносу власништва забележена су имена чованочких мушкараца.

### Асимилација
Након што су остали без земље, Чованоци више нису сматрани Индијанцима. Англоамериканци су били склони класификовању свог становништва Југа САД у две групе, обојене и белце, при чему нису узимали у обзир чињеницу да су Индијанци наставили да постоје. Као и други алгонквински народи, Чованоци су имали традиционални систем матрилинеарног сродства, у којем се сматрало да су деца рођена у мајчиној породици и клану.
Потомци Индијанаца, као што су Чованоци, обично су класификовани на пописима као слободни обојени. Они више нису формално функционисали као племе и нису више помињани у историјским изворима.

## Данашњи потомци
Почетком 21. века, потомци Чованока у области Бенетс Крика формирали су организацију под називом „Индијанска нација Чованок”. Иако користе реч нација у свом имену, Чованоци нису ни федерално ни државно признати као индијанско племе.
Делоис Чавис, водећа личност организације, одрасла је у Винтону, у породици у којој је постојао снажан осећај индијанског идентитета. У покушају да обнове свој народ, она и други Чованоци купили су 0,59 km² свог некадашњег резервата у округу Гејтс, у области познатој као Индијан Нек. Тамо планирају да изграде културни центар како би помогли у ревитализацији своје културе.